# Península de Cobourg

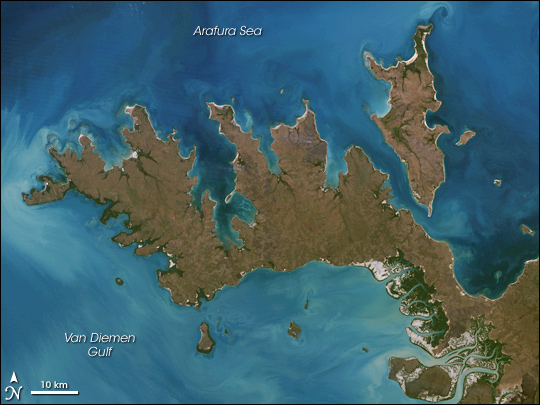
Imagem de satélite da península, com a ilha Croker junto da mesma

A península de Cobourg (em inglês:  Cobourg Peninsula) é uma pequena península na costa norte da Austrália, a cerca de 350 km a leste de Darwin, no Território do Norte. É muito acidentada, com muitas baías e reentrâncias, e totaliza cerca de 2100 km². Está praticamente desabitada, apenas contando com entre 20 e 30 pessoas em cinco quintas ou ranchos familiares, mas sem nenhuma povoação com serviços. Está separada da ilha Croker (de 331,5 km²), a leste, pelo estreito de Bowen, de 8,5 km de comprimento e entre 2,5 km e 7 km de largura. A oeste, está separada da ilha Melville pelo estreito de Dundas. Desde o cabo Don, o ponto mais ocidental da península, até à ponta Soldier, no leste da ilha de Melville, a distância é de de 28 km. A norte fica o mar de Arafura, e a sul o golfo de Van Diemen. O ponto mais alto é o monte Roe, no sul, com 160 metros.
Toda a península de Cobourg faz parte do Parque Nacional Garig Gunak Barlu, que também inclui algumas ilhas próximo da costa. É sobretudo uma atração turística, conhecida pela sua natureza virgem, sendo lugar de uma grade variedade de vida marinha e do maior rebalho do mundo de pura raça banteng. Também e conhecida pela sua cultura aborígene. Embora hoje seja escassamente habitada, tentou-se nela fundar um porto comercial importante, Port Essington, do qual hoje só sobram ruínas visitáveis.